# 朱諾山
朱諾山（Mount Juneau）是位于美国阿拉斯加州朱諾东面的一个山块，高达3,576英尺（1,090）。冬季易发生雪崩。

## 历史

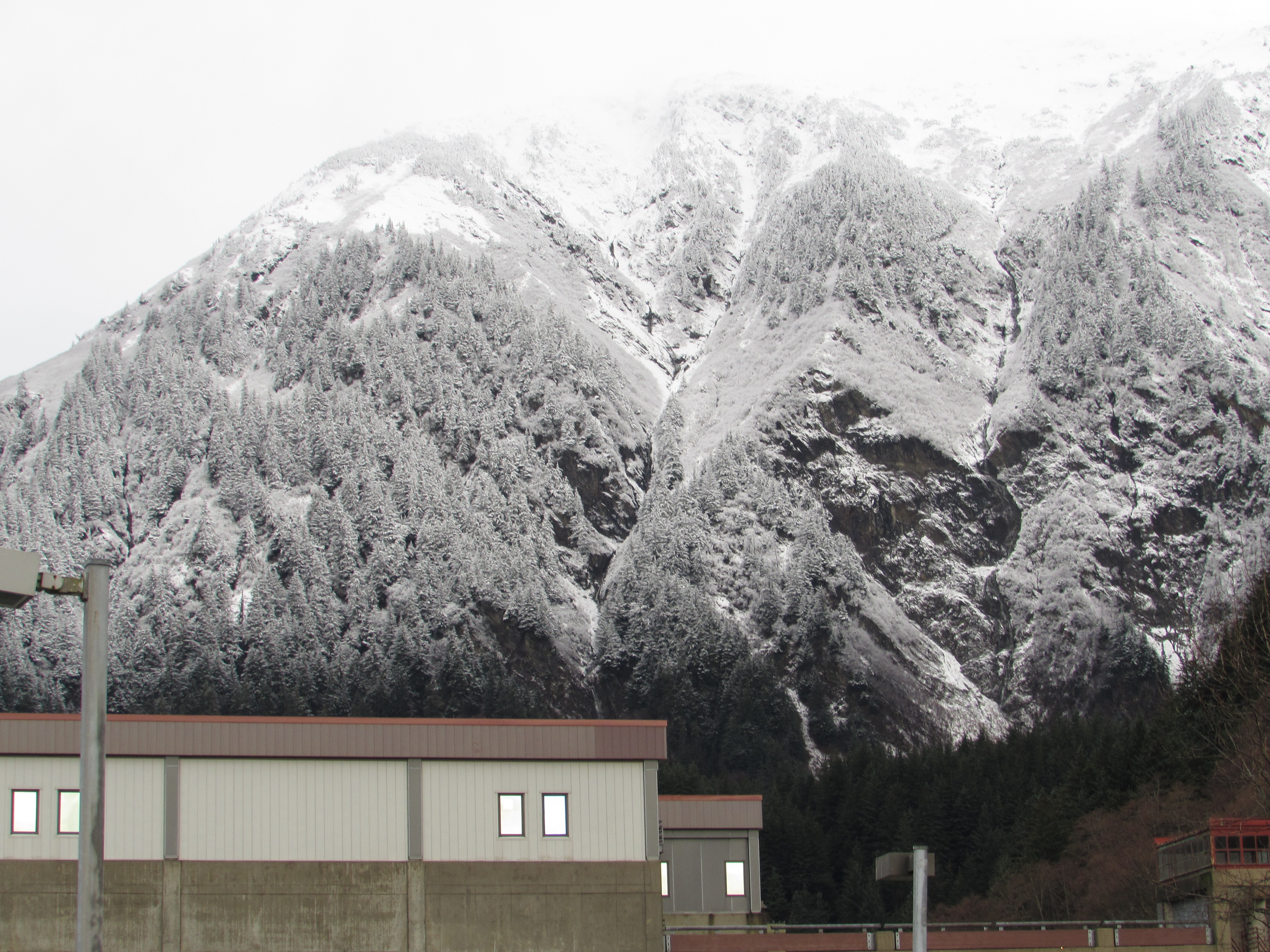
2015年11月刚下雪的朱諾山

朱诺山因开矿而变得陡峭，1881年的时候它就被矿工叫做金山（Gold Mountain），1896年又出现秃山（Bald Mountain）的称呼，朱诺山一名出现在1888年。